# Гонор (Мічиган)
Гонор (англ. Honor) — селище (англ. village) в США, в окрузі Бензі штату Мічиган. Населення — 337 осіб (2020).

## Географія
Гонор розташований за координатами 44°39′59″ пн. ш. 86°1′10″ зх. д. / 44.66639° пн. ш. 86.01944° зх. д. (44.666358, -86.019456).  За даними Бюро перепису населення США в 2010 році селище мало площу 1,43 км², з яких 1,39 км² — суходіл та 0,04 км² — водойми.

## Демографія
Згідно з переписом 2010 року, у селищі мешкало 328 осіб у 135 домогосподарствах у складі 87 родин. Густота населення становила 229 осіб/км².  Було 186 помешкань (130/км²).
Расовий склад населення:
| - 93,0 % — білих - 2,4 % — корінних американців - 0,3 % — чорних або афроамериканців - 0,3 % — азіатів |

До двох чи більше рас належало 4,0 %. Частка іспаномовних становила 2,4 % від усіх жителів.
За віковим діапазоном населення розподілялося таким чином: 26,5 % — особи молодші 18 років, 53,1 % — особи у віці 18—64 років, 20,4 % — особи у віці 65 років та старші. Медіана віку мешканця становила 38,0 року. На 100 осіб жіночої статі у селищі припадало 90,7 чоловіків;  на 100 жінок у віці від 18 років та старших — 77,2 чоловіків також старших 18 років.
Середній дохід на одне домашнє господарство  становив 42 214 долари США (медіана — 37 500), а середній дохід на одну сім'ю — 47 395 доларів (медіана — 41 875). Медіана доходів становила 24 063 долари для чоловіків та 48 438 доларів для жінок. За межею бідності перебувало 14,2 % осіб, у тому числі 19,2 % дітей у віці до 18 років та 1,4 % осіб у віці 65 років та старших.
Цивільне працевлаштоване населення становило 100 осіб. Основні галузі зайнятості: мистецтво, розваги та відпочинок — 36,0 %, роздрібна торгівля — 17,0 %, освіта, охорона здоров'я та соціальна допомога — 13,0 %, науковці, спеціалісти, менеджери — 10,0 %.